# Saint-Sauvier
Saint-Sauvier – miejscowość i gmina we Francji, w regionie Owernia-Rodan-Alpy, w departamencie Allier.

## Demografia
Według danych na rok 1990 gminę zamieszkiwało 377 osób, a gęstość zaludnienia wynosiła 12 osób/km². W styczniu 2015 r. Saint-Sauvier zamieszkiwało 355 osób, przy gęstości zaludnienia wynoszącej 11,3 osób/km².